# Joy of Living
Joy of Living is een Amerikaanse muziekfilm uit 1938 onder regie van Tay Garnett. Destijds werd de film in Nederland uitgebracht onder de titel De kunst om te leven.

## Verhaal
Maggie is een gevierde ster op Broadway. Ze werkt al haar hele leven lang om haar familieleden te onderhouden. Zij hebben altijd geteerd op haar succes. Als ze kennismaakt met de onbekommerde Dan Webster, leert ze voor de eerste keer van het leven te genieten.

## Rolverdeling
| Acteur                | Personage    |
| --------------------- | ------------ |
| Irene Dunne           | Maggie       |
| Douglas Fairbanks jr. | Dan          |
| Alice Brady           | Minerva      |
| Guy Kibbee            | Dennis       |
| Jean Dixon            | Harrison     |
| Eric Blore            | Potter       |
| Lucille Ball          | Salina       |
| Warren Hymer          | Mike         |
| Billy Gilbert         | Kastelein    |
| Frank Milan           | Bert Pine    |
| Dorothy Steiner       | Dotsy Pine   |
| Estelle Steiner       | Betsy Pine   |
| Phyllis Kennedy       | Marie        |
| Frank Pangborn        | Orkestleider |
| James Burke           | Mac          |